# كريستيان أرماس
كريستيان أرماس (بالإسبانية: Christian Armas)‏ هو لاعب كرة قدم مكسيكي، ولد في 13 يناير 1986 في تبيك في المكسيك. لعب مع نادي تشياباس ونادي غوادالاخارا.

## وصلات خارجية
- كريستيان أرماس على موقع قاعدة بيانات كرة القدم.إي يو (الإنجليزية)